# Bioscooptheater Astoria
Bioscooptheater Astoria was een bioscoop in Amsterdam-Noord. De bioscoop werd in 1929 geopend op de hoek van het Mosveld en het Mosplein en sloot in 1966.

## Geschiedenis
Aan het Mosplein 18 in Amsterdam-Noord opende op 17 mei 1929 bioscoop Astoria. De eerste hoofdfilm was Weenen danst weer! (Das tanzende Wien), een Duitse stomme film uit 1928.
Het in baksteen opgetrokken gebouw in sobere Amsterdamse School-stijl was naar ontwerp van Willem Noorlander, die veel bioscopen op zijn naam heeft staan, zoals het Ceintuur Theater. Noorlander was ook verantwoordelijk voor woningbouw in de buurt. De bioscoop was onderdeel van een complex met winkels en woningen. 
Behalve het witte doek was er in de beginjaren ook een orkestbak, kleedkamers en een toneelpodium, zodat artiesten in de pauzes konden optreden; soms verzorgden ze ook een avondvullend programma. Zo trad op 1 mei 1933 Esther de Boer-van Rijk op.  In de jaren dertig raakte deze combinatie van toneel, cabaret  of revue met film echter in onbruik vanwege de hoge kosten.
De directie werd gevoerd door J.J. Otter, na 1937 via zijn exploitatiemaatschappij Charlottenberg NV, en na zijn overlijden door zijn beide dochters.
In 1946 werd de bioscoop nog verbouwd, waardoor deze een grootstedelijk aanzien kreeg. Medewerkers waren de ouvreuse van het balkon, een portier, drie operateurs en twee zaalmedewerkers om de plaatsen aan te wijzen. De populariteit steeg.
Directrice Jo Schlee-Otter draaide elke week een andere film, een komische of een spannende, de genres die haar publiek het meest op prijs stelde. Slechts één keer werd een film geprolongeerd, eentje van James Bond.
In de jaren zestig werd Astoria, zoals veel bioscopen, slachtoffer van de opkomst van de televisie. In 1966 ging men over tot sluiting en werd het gebouw verkocht aan Albert Heijn.

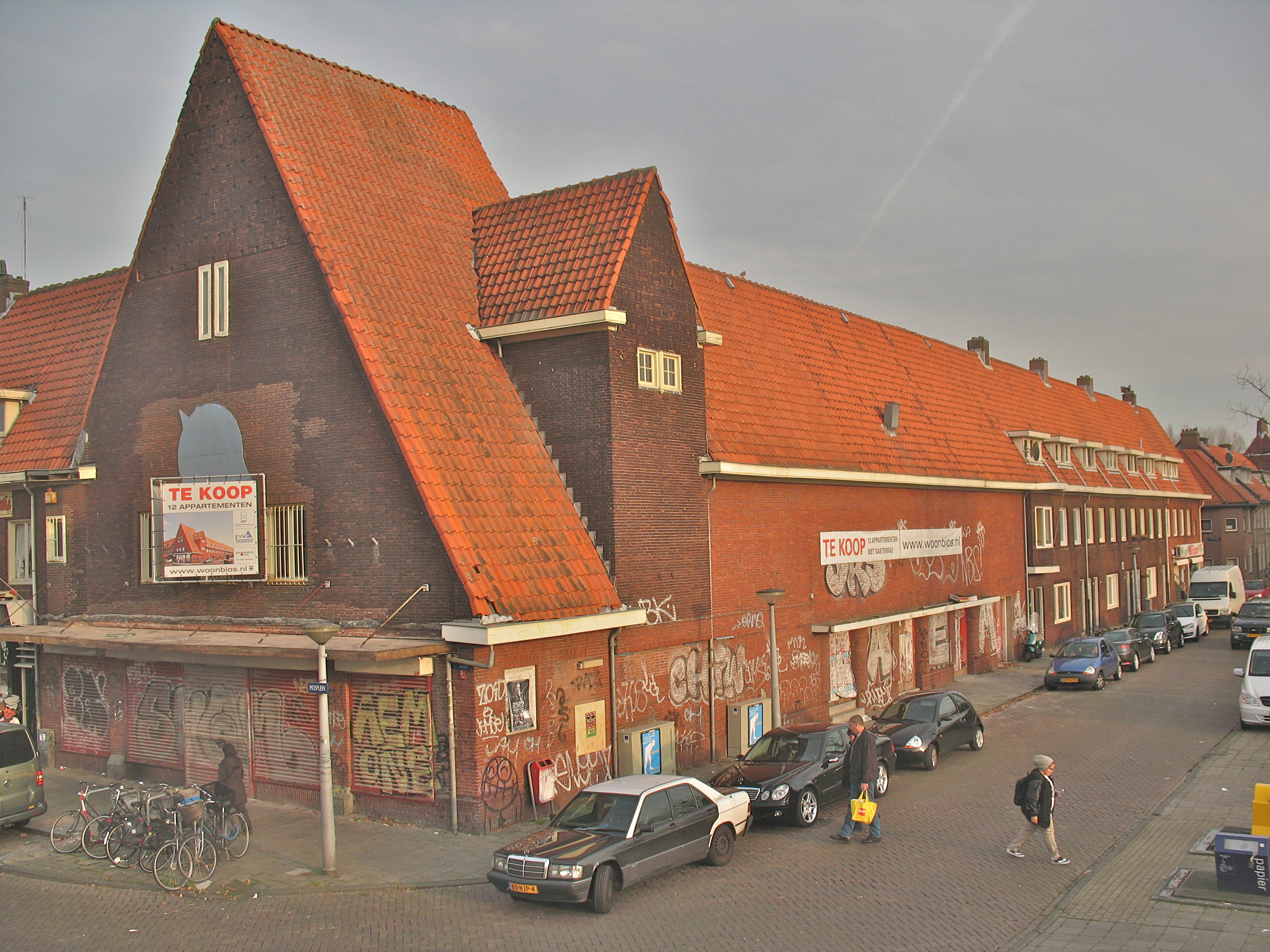
Het complex in 2011